# Fissistigma rugosum
Fissistigma rugosum är en kirimojaväxtart som beskrevs av Sinclair. Fissistigma rugosum ingår i släktet Fissistigma och familjen kirimojaväxter. Inga underarter finns listade i Catalogue of Life.